# Сафа Ґерай (нуреддин)
Сафа Ґерай (Гірей) (крым. Safa Geray , صفا گرای ‎ розум. 1640) — кримський нуреддін (1637-1640), син кримського хана Селямета I Ґерая (1608-1610).

## Біографія
В 1610 року після смерті свого батька хана Селямета I Ґерая Сафа Ґерай разом зі своїми братами залишив Крим і проживав у турецьких володіннях. У 1620-х роках Сафа Ґерай разом із деякими братами прибув із Порти до Криму, де проживав при дворі хана Джанібека Ґерая.
У червні 1632 року калга Азамат Ґерай, старшого брата Сафи Ґерая, було вбито за наказом хана Джанібека Ґерая. Потім хан наказав своїм слугам вбити братів Мубарека Ґерая та Сафу Ґерая. Мубарек і Сафа, попереджені Велиша-мурзою Дівєєвим, втекли в турецькі фортеці Перекоп і Кафу. Після цього Мубарек та Сафа змушені були виїхати до османських володінь.
Влітку 1637 року османський султан Мурад IV призначив новим кримським ханом Бахадира I Ґерая, старшого брата Сафи Ґерая. Бахадир I, утвердившись на ханському престолі, призначив своїх молодших братів Ісляма Ґерая та Сафу Ґерая калгою та нуреддіном.
У вересні цього ж 1637 року хан Бахадир I Ґерай організував великий набіг на Московське царство. Командувачем кримським військом був призначений нуреддін Сафа Ґерай. 40-тисячне кримськотатарське військо під проводом Сафи Ґерая з боями прорвалося через південну прикордонну лінію, побудовану під Яблоновим на Ізюмському шляху. Кримці та ногайці спустошили Лівенський, Орловський, Карачевський, Болхівський, Кромський, Новосильський повіти та Комарицьку волость. У полон було захоплено 2281 особу.
Навесні 1639 року за наказом Бахадира I Герая Сафа Ґерай з військом спустошив кримські улуси бунтівного бейського роду Мансуров і вирізав поголовно всіх їхніх представників.
В 1640 року нуреддін Сафа Ґерай брав участь у великому кримському поході на Правобережну Україну, під час якого загинув.
Сафа Герай залишив після себе двох синів: Тохтамиш Ґерай (пом. 1682) — калга (1678-1682) і Сафа Ґерай (1637-1703), нуреддин (1671-1678), калга (1682-1683) і кримський хан (1691-1692).